# Relaciones Hong Kong-Nicaragua
Relaciones Nicaragua-Hong Kong se refiere a las relaciones históricas entre Hong Kong y Nicaragua.

## Comercio
Hong Kong era un puesto avanzado de comercio del Imperio de Ming y Nicaragua era parte del Imperio transcontinental español a finales del siglo XVI. Scholar ha sugerido que el Imperio Ming y el contacto directo del Imperio Español se remonta a la década de 1570 cuando los españoles pudieron establecer Manila como base comercial. El vínculo pre-moderno trans-Pacífico tuvo un impacto de gran alcance que afectó a áreas como Hong Kong y Nicaragua.
El comercio entre los dos prospera hoy en día. En 2014, el valor de las exportaciones de Hong Kong a Nicaragua valía 363 millones de dólares de Hong Kong, mientras que las mercancías de importación de Nicaragua a Hong Kong valían 108 millones de dólares. Las principales exportaciones procedentes de Hong Kong son el tejido de punto de goma ligera (51%) y el algodón tejido puro (22%). Las principales exportaciones de Nicaragua a Hong Kong son los moluscos puros no puros (22%) y la carne preparada (más del 13%).
Sin embargo, como hasta 2021 Nicaragua reconocía Taiwán como la "República de China", no tiene un consulado en Hong Kong, que ha sido una Región Administrativa Especial de la Región Administrativa Especial de China, República de China]]. Antes de la transferencia de soberanía sobre la transferencia de soberanía de Hong Kong en 1997, Nicaragua mantuvo un consulado cuando Hong Kong estaba bajo administración británica de Hong Kong.
La cooperación entre los dos ha sido más significativa y polémica en el desarrollo del Canal de Nicaragua. La Asamblea Nacional de Nicaragua aprobó un proyecto de ley para otorgar una concesión de 50 años para financiar y administrar el proyecto a la empresa con sede en Hong Kong, Hong Kong Nicaragua Canal Development Investment Company en 2013. La inversión en Hong Kong ha creado uno de los acuerdos comerciales más importantes y controvertidos de la historia nicaragüense. El canal, una vez terminado, proporcionaría un paso alternativo entre el Océano Atlántico y el Océano Pacífico. La concesión puede prorrogarse por otros 50 años una vez que la vía fluvial esté operativa. La principal controversia es la preocupación por el impacto ambiental del proyecto, especialmente en el lago Nicaragua, que estaría unido por los dos océanos más grandes del mundo para formar una de las rutas marítimas más concurridas una vez que el canal sería construido. También se esperaba que las comunidades locales y los modos de vida de las poblaciones locales fueran muy afectados. Se ha argumentado que Nicaragua vendió su soberanía a una empresa de Hong Kong durante un siglo después de negociar sin transparencia y consenso nacional. Los críticos han especulado que el financiamiento detrás de la compañía de Hong Kong ha sido respaldado por el estado, Como parte de la gran estrategia china en el control de la ruta comercial Pacífico-Atlántico, especialmente con el hecho de que la única otra opción de la ruta, el Canal de Panamá, es controlada simultáneamente por otra compañía de Hong Kong, la Hutchison Whampoa.

## Social y cultural
Hong Kong y Nicaragua tienen fuertes similitudes culturales y posibles conexiones desde mucho antes. Según estudios antropológicos, tanto Hong Kong como Nicaragua han estado utilizando el batidor de piedra para la fabricación de paños de corteza, que es un indicador de la difusión de la identidad cultural y la tecnología en la ropa de la corteza. En 2015, se llevó a cabo en Nicaragua una gran escala llevada a cabo por Hong Kong de la prospección arqueológica. Más de 1.500 piezas de artefactos, incluyendo cerámica prehistórica pintada, datada en 500-1500 dC, fueron desenterradas en la primera fase de la excavación. Mientras más descubrimientos se anticipan en el futuro, 15,000 piezas de artefactos, incluyendo cerámica, herramientas de piedra y obsidiana fueron recuperadas para almacenamiento gubernamental nicaragüense.
Ambas naciones coexisten como miembros independientes en muchas organizaciones internacionales económicas y culturales, por ejemplo, el Fondo Monetario Internacional, la Organización Mundial del Comercio.
Las relaciones entre los dos se centran en los aspectos económicos, sociales y culturales debido a que Hong Kong está restringida por la Ley Fundamental de Hong Kong de celebrar acuerdos militares con países extranjeros y organizaciones internacionales.